# John Du

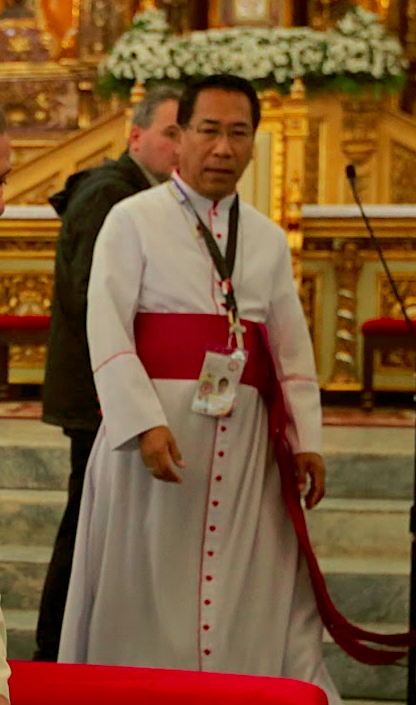
John Du (2015)

John Forrosuelo Du (* 18. Oktober 1954 in Bantayan, Provinz Cebu, Philippinen) ist ein philippinischer Geistlicher und römisch-katholischer Erzbischof von Palo.

## Leben
John Du empfing am 1. Juni 1979 das Sakrament der Priesterweihe für das Erzbistum Cebu.
Am 21. November 1997 ernannte ihn Papst Johannes Paul II. zum Titularbischof von Timici und zum Weihbischof in Cebu. Der Erzbischof von Cebu, Ricardo Kardinal Vidal, spendete ihm am 6. Januar 1998 die Bischofsweihe; Mitkonsekratoren waren der Bischof von Talibon, Christian Vicente Noel, und der Weihbischof in Cebu, Emilio Layon Bataclan.
Am 21. April 2001 ernannte ihn Johannes Paul II. zum Bischof von Dumaguete. Papst Benedikt XVI. bestellte ihn am 25. Februar 2012 zum Erzbischof von Palo.